# Jorge Perestrelo
Jorge Perestrelo (Lobito, 1948 – Lisboa, 6 de maio de 2005) foi um jornalista desportivo português.
Começou por trabalhar na Rádio Clube do Lobito, passando depois pela Rádio Clube do Moxico e pela Rádio Comercial de Sá da Bandeira. Em 1975, com o início da Guerra Civil Angolana, foi para o Brasil, vindo para Portugal ao fim de dois anos. Prosseguiu a sua carreira na rádio, tendo sido locutor do Rádio Clube Português, da Rádio Comercial e da TSF.

## Biografia
Considerado um dos melhores relatores de sempre na história do futebol mundial, Jorge Perestrelo começou logo desde cedo a revelar os seus dotes para comentar jogos de futebol. Começou por trabalhar na Rádio Clube do Lobito e mais tarde no Rádio Clube do Moxico.
Em 1975, com o início da Guerra Civil Angolana, foi para o Brasil durante dois anos. Até na rádio brasileira teve sucesso, mas decidiu regressar a Portugal. Prosseguiu a sua carreira na rádio, como locutor do Rádio Clube Português, regressando à Rádio Comercial e mais tarde no pico da carreira foi para a TSF onde lançou o comentador Hélder Conduto.
Também colaborou com a SIC entre 2003 e 2005 (ano da sua morte).
O último golo relatado por Perestrelo foi o que deu a vitória ao Sporting apontado por Miguel Garcia frente ao AZ Alkmaar e que garantiu, assim, a passagem à final da Taça UEFA. No dia seguinte, Jorge Perestrelo regressou a Lisboa, tendo indo para o Hospital da Cruz Vermelha, com queixas de dores no peito. Morreu durante a operação, no dia 6 de maio de 2005.